# Micromia dystacta
Tripteridia dystacta là một loài bướm đêm trong họ Geometridae.